# Leichtathletik-Weltmeisterschaften 2015/Teilnehmer (Griechenland)
| Gelbes Symbol für Goldmedaillen mit stilisierten Olympischen Ringen | Graues Symbol für Silbermedaillen mit stilisierten Olympischen Ringen | Braundes Symbol für Bronzemedaillen mit stilisierten Olympischen Ringen |
| ------------------------------------------------------------------- | --------------------------------------------------------------------- | ----------------------------------------------------------------------- |
| —                                                                   | —                                                                     | 1                                                                       |

Der Leichtathletikverband Griechenlands nominierte zehn Athleten für die Leichtathletik-Weltmeisterschaften 2015 in der chinesischen Hauptstadt Peking.

## Medaillen
Mit einer gewonnenen Bronzemedaille belegte das japanische Team Rang 32 im Medaillenspiegel.

### Medaillengewinner

#### Bronze
- Nikoleta Kyriakopoulou: Stabhochsprung

## Ergebnisse

### Männer

#### Laufdisziplinen
| Athlet                      | Disziplin    | Vorlauf | Vorlauf | Halbfinale | Halbfinale | Finale             | Finale             |
| Athlet                      | Disziplin    | Zeit    | Platz   | Zeit       | Platz      | Zeit               | Platz              |
| --------------------------- | ------------ | ------- | ------- | ---------- | ---------- | ------------------ | ------------------ |
| Lykourgos-Stefanos Tsakonas | 200 m        | 20,14 s | 4       | 20,22 s    | 11         | nicht qualifiziert | nicht qualifiziert |
| Konstandinos Douvalidis     | 110 m Hürden | 13,58 s | 23      | 13,79 s    | 24         | nicht qualifiziert | nicht qualifiziert |
| Alexandros Papamichail      | 20 km Gehen  |         |         |            |            | 1:24:11 h          | 25                 |
| Alexandros Papamichail      | 50 km Gehen  |         |         |            |            | DNF                | DNF                |

#### Sprung/Wurf
| Athlet                  | Disziplin      | Qualifikation | Qualifikation | Finale             | Finale             |
| Athlet                  | Disziplin      | Weite/Höhe    | Platz         | Weite/Höhe         | Platz              |
| ----------------------- | -------------- | ------------- | ------------- | ------------------ | ------------------ |
| Konstandinos Baniotis   | Hochsprung     | 2,31 m        | 8             | 2,20 m             | 14                 |
| Konstandinos Filippidis | Stabhochsprung | 5,55 m        | 25            | nicht qualifiziert | nicht qualifiziert |

### Frauen

#### Laufdisziplinen
| Athletin          | Disziplin | Vorlauf | Vorlauf | Halbfinale | Halbfinale | Finale             | Finale             |
| Athletin          | Disziplin | Zeit    | Platz   | Zeit       | Platz      | Zeit               | Platz              |
| ----------------- | --------- | ------- | ------- | ---------- | ---------- | ------------------ | ------------------ |
| Maria Belimbasaki | 200 m     | 23,15 s | 24      | 23,28 s    | 23         | nicht qualifiziert | nicht qualifiziert |

#### Sprung/Wurf
| Athletin                  | Disziplin      | Qualifikation | Qualifikation | Finale             | Finale             |
| Athletin                  | Disziplin      | Weite/Höhe    | Platz         | Weite/Höhe         | Platz              |
| ------------------------- | -------------- | ------------- | ------------- | ------------------ | ------------------ |
| Nikoleta Kyriakopoulou    | Stabhochsprung | 4,55 m        | 1             | 4,80 m             | Bronze             |
| Ekaterini Stefanidi       | Stabhochsprung | 4,45 m        | 15            | nicht qualifiziert | nicht qualifiziert |
| Chrysoula Anagnostopoulou | Diskuswurf     | 58,20 m       | 23            | nicht qualifiziert | nicht qualifiziert |

#### Siebenkampf
| Athletin        | Disziplin | 100 m Hürden | Hochsprung | Kugelstoßen | 200 m   | Weitsprung | Speerwurf | 800 m       | Punkte | Platz |
| --------------- | --------- | ------------ | ---------- | ----------- | ------- | ---------- | --------- | ----------- | ------ | ----- |
| Sofia Yfandidou | Ergebnis  | 13,77 s      | 1,68 m     | 12,94 m     | 25,93 s | 5,75 m     | 56,16 m   | 2:19,55 min | 5951   | 19    |
| Sofia Yfandidou | Punkte    | 1011         | 830        | 723         | 803     | 774        | 980       | 830         | 5951   | 19    |